# Rhapsodie Trio pour deux violons et alto

La Rhapsody Trio pour deux violons et alto H.176 est une composition de musique de chambre de Frank Bridge composée en 1928.

## Structure
1. Allegro molto
2. Andante molto moderato
3. Vif - Lent - Vif